# Amblyopinina
Amblyopinina (лат.) — подтриба жуков-стафилинид из подсемейства Staphylininae, среди которых часть видов живут на грызунах. Южное полушарие. Около 300 видов.

## Распространение
Австралия, Новая Гвинея, Новая Зеландия, Неотропика (Мексика, Колумбия, Бразилия, Аргентина, Чили) и некоторые острова (Лорд-Хау, Остров Норфолк, субантарктические острова). Род Heterothops встречается космополитно, включая Европу.

## Описание
Длина тела около 1 см (от 4 до 16 мм; Devilleferus до 27 мм). Основная окраска желтовато-коричневая до буровато-чёрной. Глаза крупные фасеточные, расположены ближе к заднему краю головы. Бескрылые. Надкрылья укороченные, шире своей длины. Пронотум крупный трапециевидный. Максиллярные щупики 4-члениковые, а лабиальные состоят из 3 сегментов. Формула лапок 5-5-5 (все лапки 5-члениковые). Фронтальная бороздка на голове отсутствует.
Некоторые представители подтрибы Amblyopinina демонстрируют уникальный для семейства жуков-стафилинид пример специализации: их имаго облигатно живут на теле крупных грызунов, перемещаясь в их шерсти, и питаются их мелкими паразитами (клещами и другими). Другие виды живут в подстилочной слое тропических лесов и лесов умеренного пояса. Подтриба Amblyopinina демонстрирует типичный гондванский тип распространения по планете, так как они встречаются только в частях Южного полушария: Австралия, Новая Гвинея, Новая Зеландия, Южная Америка и некоторые острова (Лорд-Хау, Остров Норфолк, субантарктические острова). Кроме свободноживущих амблиопинин, есть несколько родов и более 60 видов, ведущих предположительно мутуалистический образ жизни с грызунами и сумчатыми млекопитающими в Южной Америке, питающихся на эктопаразитах в их шкуре. Всё это делает амблиопинин экстраординарной модельной группой для исследования экологии, биогеографии и эволюционной биологии организмов Южного полушария.
Среди хозяев Amblyopinina отмечены млекопитающие из четырёх семейств отряда грызуны. Это семейство Хомяковые (Cricetidae): Oryzomys Baird, Nectomys Peters, Thomasomys Coues, Chilomys Thomas, Белоногие хомячки (Peromyscus Gloger), Akodon Meyen, Oxymycterus Waterhouse, Phyllotis Waterhouse, Chinchillula Thomas; Семейство Агутиевые (Dasyproctidae): Cuniculus Brisson; Семейство Туко-туковые (Ctenomyidae): Туко-туко (Ctenomys De Blainville); Семейство Мешотчатые прыгуны (Heteromyidae): Heteromys Desmaret. Кроме того, отмечены и на представителях инфракласса Сумчатые (Marsupalia), семейство Опоссумовые (Didelphidae): Didelphis Linnaeus, Metachirus Burmeister, Голохвостые опоссумы (Monodelphis Burnett), Marmosa Gray.

## Систематика
Около 300 видов из примерно 20 родов. В 1944 году американский колеоптеролог Чарлз Гамильтон Сиверс (Charles Hamilton Seevers; 1907—1965) выделил род Amblyopinus в отдельное подсемейство Amblyopininae Seevers, 1944. Ныне подсемейство (триба) рассматривается в качестве подтрибы Amblyopinina в составе Staphylininae).
По другим взглядам подтриба Amblyopinina принимается в более широком объёме и включает и другие роды (Heterothops) из подтрибы «Quediina» (Chatzimanolis et al. 2010; Ashe and Timm, 1988; Assing and Schülke, 2012).
Классификация по Brunke et al., 2015:
- Amblyopinodes Seevers, 1955 (12 видов)
  - = Streptopinodes Martinez Barrera & Machado-Allison, 1970
- Amblyopinus Solsky, 1875 (около 40 видов)
- Cafioquedus Sharp, 1886 (или в составе Staphylinina)[12]
- Cheilocolpus Solier, 1849[13]
- Chilamblyopinus Ashe & Timm, 1988
- Chiquiticus Reyes-Hernández et Solodovnikov, 2024[14]
- Ctenandropus Cameron, 1926
- Devilleferus Jenkins Shaw & Solodovnikov, 2017[15]
- Edrabius Fauvel, 1900  (11 видов)
- Heterothops Stephens, 1829 (около 200 видов)
- Loncovilius Germain, 1903
  - = Apoquedius Scheerpeltz, 1972
  - = Lienturius Coiffait & Sáiz, 1966
  - = Platicara Germain, 1911
- Megamblyopinus Seevers, 1955 (3 вида)
- Mimosticus  Sharp, 1884[16]
- Myotyphlus Fauvel, 1883[17]
- Natalignathus Solodovnikov, 2005[18]
- Philonthellus Bernhauer
- Quediocafus Cameron, 1945 (3 вида)[19][20][21]
- Quediomimus Cameron, 1948 (2 вида)[20][22]
- Quediopsis Fauvel, 1878[23]
- Rolla Blackwelder, 1952[24][25]
- Sphingoquedius Bernhauer, 1941 (1 вид)[26]